# Ђенадија Рогић
Ђенадија Рогић (Делиблато, 1. јануар 1896 — Делиблато, 8. јун 1991) била је српска филмска глумица и статиста. Бавила се сточарством и одиграла неколико улога у познатим филмовима. Најпознатију улогу је остварила у филму Ко то тамо пева у улози старице у аутобусу. Глумила је у филмовима Сабирни центар, Камионџије, Секула и његове жене.

## Биографија
Ђенадија Рогић је рођена 1896. године у месту Делиблато у сиромашној сеоској породици. Њен отац је био млинар, а мајка је обављала сеоске послове. Још у 12. години је почела да се бави сточарством и пољским радовима. Удала се 1916. године за ковача Дражу Вуковића (1888. — 8. децембар 1939.). Имала је два сина и три кћери. Надживела је оба сина. Била је глумац аматер и одиграла неколико филмских улога. Велику популарност је стекла након филма "Ко то тамо пева". За Београдски гласник је изјавила следеће:
Нисам знала да ће моја улога остати овако запажена, сви ми прилазе и препознају ме. Ето колико ми је година, а постадох популарна. Жао ми је што нису емитоване сцене где сам причала и свађала се са Ташком Начићем. Тај део је избачен из коначне верзије, а верујем да би то било занимљиво публици
Преминула је 1991. године у својој породичној кући у Делиблату.

## Занимљивости
Једну од највећих мистерија у филму "Ко то тамо пева" представља лик старе жене која седи на крају аутобуса. Постоје велике несугласице у вези са тим да ли је њено присуство спонтано или симболично. Наиме, према појединим аналитичарима, њена појава симболише надолазећу смрт, о чему сведочи и чињеница да је она тек спорадично присутна, да није део радње, те да је у аутобусу од пре прве станице. Ипак, у једном разговору са студентима Факултета драмских уметности, редитељ Слободан Шијан је индиректно одбацио ове тврдње, објашњавајући да је желео да сцена садржи лика коме не мора нарочито да се посвети (као свим осталим ликовима), те је њено спорадично "одсуство" приписао лошем осветљењу. У истом разговору, Шијан је истакао да је за ову "улогу" ангажована обична старица из села између Београда и Делиблатске пешчаре.